# Newfane (Vermont)
Newfane es un pueblo ubicado en el condado de Windham en el estado estadounidense de Vermont. En el año 2010 tenía una población de 1,726 habitantes y una densidad poblacional de 16 personas por km².

## Geografía
Newfane se encuentra ubicado en las coordenadas 42°59′14″N 72°41′19″O / 42.98722, -72.68861.

## Demografía
Según la Oficina del Censo en 2000 los ingresos medios por hogar en la localidad eran de $45,735 y los ingresos medios por familia eran $51,328. Los hombres tenían unos ingresos medios de $33,882 frente a los $27,426 para las mujeres. La renta per cápita para la localidad era de $22,215. Alrededor del 5.1% de la población estaban por debajo del umbral de pobreza.